# Elianne Smit
Elianne Smit (Katwijk aan Zee, 22 oktober 1989) is een Nederlands model. Ze is geboren in Katwijk aan Zee. Smit heeft geposeerd op de cover van de Nederlandse Glamour, Spaanse Vogue Novias en de Nederlandse, Belgische en Italiaanse Elle. Verder heeft ze een aantal reclamespotjes gedaan voor onder andere Hugo Boss.
Elianne heeft in juni 2007 haar middelbareschooldiploma gehaald op het Andreas College Pieter Groen en heeft pas een aantal modeshows gelopen, waarvan Hussein Chalayan, DKNY, Erin Fetherson, Badgley Mischka, Matthew Williamson en Tsuromi Chisato.